# Ines Mandl
Ines Mandl (geborene Hochmuth; * 19. April 1917 in Wien; † 5. August 2016) war eine österreichisch-US-amerikanische Biochemikerin.

## Leben
Ines Mandl wurde 1917 als Ines Hochmuth in Wien geboren und war die einzige Tochter von Ernst und Ida Hochmuth, geborene Bassan. Ihr Vater war ein jüdischer Krawattenhändler sowie Mitbegründer und erster Präsident der Wiener Internationalen Messe. Sie besuchte nach der Volksschule das Mädchenrealgymnasium XVIII im Wiener Gemeindebezirke Währing, wo sie 1935 die Matura ablegte. Mit 19 Jahren heiratete sie 1936 Hans Alexander Mandl, mit dem sie nach dem Anschluss Österreichs 1938 nach England und wenig später nach Irland fliehen musste. Ines Mandl studierte hier ab 1940 am University College Cork Chemie und machte 1944 ihren Abschluss als Bachelor of Science. 1945 siedelte sie mit ihrem Mann in die Vereinigten Staaten über, wo bereits ihre Eltern lebten.
Ines Mandl arbeitete in den USA kurzzeitig für die Apex Chemical Company in New Jersey (heute Apexical Inc.), bevor sie von Carl Neuberg für die Interchemical Corporation New York engagiert wurde. Neuberg, der ebenfalls aus Deutschland geflohen war, ermutigte sie zur Fortsetzung ihres Studiums und Mandl ging daraufhin ans Polytechnic Institute of New York University, wo sie 1947 ihren Master erlangte und 1949 in Biochemie promovierte. Danach ging sie an die Medical School der Columbia University, wo sie bis 1955 am Department of Surgery tätig war, dann ans Department of Microbiology wechselte und ab 1959 Direktorin der Laboratorien für Gynäkologie und Geburtshilfe des Francis Delafield Hospital in New York wurde. Bis 1976 stieg sie an der Medical School der Universität bis zur Professorin auf und arbeitete hier bis zu ihrer Pensionierung im Jahre 1986.

## Forschungen
In den 1950er- und 1960er-Jahren untersuchte Ines Mandl die Kollagenasen, spezielle kollagenabbauende Enzyme, welche die Peptidbindung zwischen Prolin und anderen Aminosäuren spalten (Peptidasen). Sie isolierte erstmals Kollagenasen aus dem Bakterium Clostridium histolyticum, die später bei der Behandlung von Verbrennungen dritten Grades, Wundliegegeschwüren, Bandscheibenvorfällen oder Fibromatosen Verwendung fanden. Am Francis Delafield Hospital lag der Schwerpunkt ihrer Forschungen später auf der Biosynthese, Funktion und Wirkungsweise des Strukturproteins Elastin, speziell bei der Entwicklung, Alterung und Erkrankung der Lunge. Sie zeigte die Zerstörung der elastischen Fasern in der Lunge bei Lungenemphysemen durch die Freisetzung von Elastasen oder die Inaktivierung von α-1-Antitrypsin.

## Auszeichnungen
- 1977: Carl Neuberg Medal (American Society of European Chemists and Pharmacists)[2]
- 1983: Garvan-Olin-Medaille (American Chemical Society)
- 1992: Österreichisches Ehrenkreuz für Wissenschaft und Kunst I. Klasse (Republik Österreich)[1]
- 1992: Goldenes Ehrenzeichen für Verdienste um das Land Wien (Bundesland Wien)[1]